# Kitojcultuur
De Kitojcultuur (Russisch: Китойская культура) is een archeologische cultuur uit het vroege Siberische neolithicum (6e-5e millennium v.Chr.), geassocieerd met de regio Cisbaikal.

## Geschiedenis van het onderzoek
De eerste sporen van de cultuur werden in 1881 ontdekt door Nikolaj Vitkovski bij de monding van de Kitoj, in de oblast Irkoetsk. Ze werd in het midden van de jaren 60 van de 20e eeuw als afzonderlijke cultuur geïdentificeerd door Leonid Chlobystin. 

## Materiële cultuur
Er werden graven gevonden van mensen die waren omgekomen door pijlen, wat wijst op de aanwezigheid van gewapende conflicten. De begraafplaatsen vertonen sporen van oker en er werden verbrande fragmenten van berenschedels gevonden. Er waren verscheidene soorten pijlpunten van steen en been. Vissperen en vishaken duiden op de aanwezigheid van visserij. Er werden ook messen, bijlen en dissels van gepolijste jade gevonden. De benen artefacten kenmerken zich door een patroon van cirkels met een stip in het midden. Aardewerk werd bij de graven zelden gevonden.

## Opvolging
De cultuur werd opgevolgd door de Serovocultuur, waar echter geen geen verwantschap mee kon worden vastgesteld.

## Antropologie
Het antropologische type van de cultuurdragers werd beschreven als ‘proto-Mongoloïde’. Onder de vertegenwoordigers van de Kitojcultuur van de Lokomotiv-begraafplaats, die 8.125-6.885 jaar BP leefden, werden de mitochondriale haplogroepen A, C, D, F, G (subclade G2a) en U (subclade U5a) geïdentificeerd.